# Hôn lễ của vương tôn Harry và Meghan Markle

Vương tử Harry và Meghan Markle tại Belfast, tháng 3 năm 2018

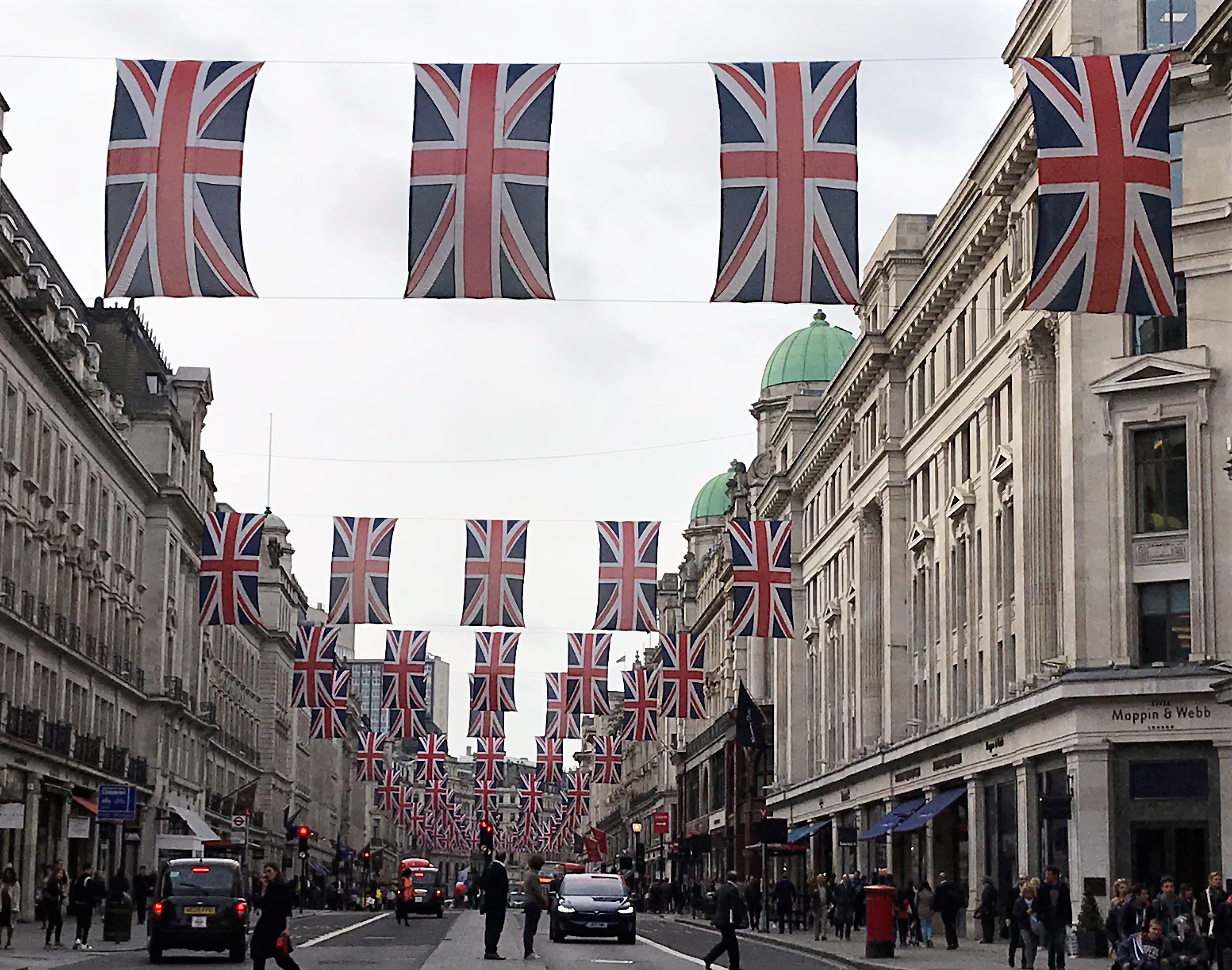
Cờ Vương quốc Liên hiệp treo trên đường Regent Street, London

Hôn lễ của Vương tôn Harry và Meghan Markle được tổ chức lúc 12:00 BST vào ngày 19 tháng 5 năm 2018 tại Lâu đài Windsor ở Anh. Chú rể, Vương tử Harry, là một thành viên của gia đình Vương thất Anh; cô dâu, Meghan Markle, là một cựu diễn viên người Mỹ.  Vương tử Harry được Nữ vương Elizabeth II phong tước hiệu Công tước xứ Sussex vào buổi sáng ngày đám cưới, và bà Markle trở thành Nữ Công tước xứ Sussex qua hôn nhân.

## Thông báo đính hôn

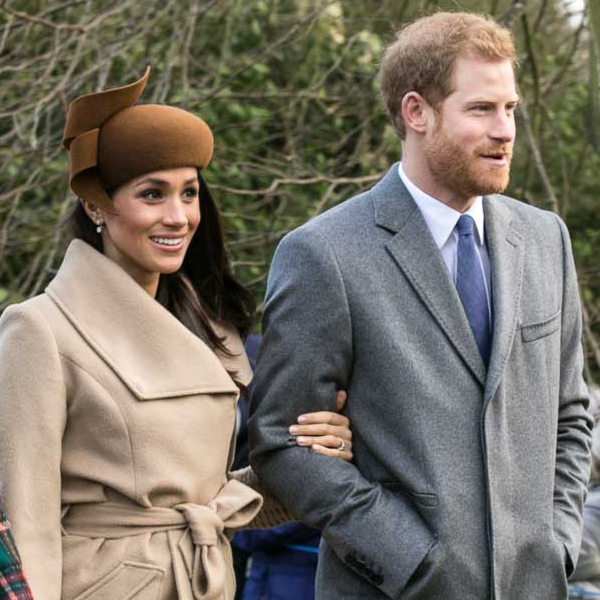
Harry và Meghan tham dự lễ nhà thờ vào dịp Noel, 2017

Vương tôn Harry là con trai thứ hai của Thái tử Charles (hiện là Charles III) và Diana, Vương phi xứ Wales. Anh và Meghan Markle, một nữ diễn viên người Mỹ nổi tiếng với vai diễn trong bộ phim truyền hình bi kịch pháp lý Canada-Mỹ có tựa Suits, đã hẹn hò từ tháng 6 năm 2016. Mối quan hệ được thừa nhận lần đầu tiên vào ngày 8 tháng 11 năm 2016, khi một tuyên bố chính thức được phát hành từ thư ký truyền thông của gia đình vương thất giải quyết "làn sóng lạm dụng và quấy rối" đối với Markle.
Vào ngày 27 tháng 11 năm 2017, Clarence House thông báo rằng Vương tử Harry sẽ cưới Markle vào mùa xuân năm 2018. Họ đã đính hôn trước đó cùng tháng ở London, với Vương tử tặng Markle một chiếc nhẫn đính hôn đặt tại Cleave and Company, một hãng chuyên làm nữ trang và huy chương vương thất cho Nữ vương, bao gồm một viên kim cương ở giữa lớn từ Botswana, với hai viên kim cương nhỏ hơn từ bộ sưu tập đồ trang sức của mẹ Vương tử. Đồng thời, họ cũng thông báo rằng cả hai sẽ sống ở Nottingham Cottage trong khuôn viên của Cung điện Kensington sau cuộc hôn nhân của họ.
Nữ vương và Vương tế Philip bày tỏ niềm vui của họ về tin này, trong khi lời chúc mừng đến từ các nhà lãnh đạo chính trị khác nhau, bao gồm Thủ tướng Anh, Theresa May, và Lãnh đạo phe đối lập, Jeremy Corbyn. Sau thông báo, cặp đôi đã đưa ra một cuộc phỏng vấn độc quyền cho Mishal Husain của BBC News.
Markle là người Mỹ thứ hai và là người đầu tiên có xuất thân từ chủng tộc hỗn hợp kết hôn với gia đình Vương thất Anh. Thông báo đính hôn đã làm tăng nhiều ý kiến nhận xét về ý nghĩa xã hội có thể có khi Markle khi trở thành một người trong vương thất có chủng tộc hỗn hợp đáng tự hào.
Theo điều khoản của Đạo luật Kế vị Vương thất 2013, sáu người đầu tiên trong dòng kế thừa cần phải có sự chấp thuận của Nữ vương Anh để kết hôn. Harry xếp thứ năm trong thứ tự kế vị vào thời điểm đính hôn. Việc Nữ vương phê chuẩn vụ kết hôn này đã được công bố cho Hội đồng Cơ mật Vương quốc Anh ngày 14 tháng 3 năm 2018.
Mặc dù Markle đã theo học trường Công giáo tư thục lúc còn nhỏ, cô đã không xác định mình là người theo Công giáo Rôma. Ngày 6 tháng 3 năm 2018, cô đã được rửa tội và được kiên tín vào Giáo hội Anh bởi Tổng giám mục Canterbury Justin Welby tại Cung điện St. James. Giáo hội Anh giáo không còn từ chối kết hôn với một người đã ly hôn với một người hôn phối còn sống.
Sau đính hôn, Markle bắt đầu quá trình nhiều năm để trở thành công dân Anh. Cô sẽ giữ quốc tịch Mỹ trong quá trình đó, nhưng cung điện Kensington cho biết, quyết định cô có giữ hai quốc tịch hay không chưa được đưa ra. Việc giữ quốc tịch Mỹ sẽ tạo ra các phức tạp về việc đóng thuế và thậm chí khiến tài chính Vương thất Anh phải chịu sự kiểm sát của sở thuế vụ Mỹ IRS. Cặp đôi đã được mời tới Lễ Giáng sinh 2017 với Vương thất tại bất động sản Sandringham của Nữ vương. Các bức ảnh đính hôn chính thức đã được chụp bởi Alexi Lubomirski, một trợ lý cũ của Mario Testino, tại Frogmore House, và được phát hành bởi Cung điện Kensington ngày 21 tháng 12 năm 2017.

## Bên lề lễ cưới
Đám cưới của Vương tôn Harry và Meghan Markle được đánh giá sẽ là cú hích cho nền kinh tế Anh. Công ty tư vấn Brand Finance ước tính, đám cưới có thể mang lại hơn 1 tỉ bảng Anh cho nền kinh tế Anh năm nay, trong đó khoảng 1/3 đến từ du lịch.
Để kỷ niệm cho đám cưới, Cơ quan in tiền Vương thất Anh đã cho ra mắt đồng xu kỷ niệm. Đồng xu có mệnh giá 5 bảng Anh được sản xuất với 3 phiên bản: loại thường, mạ bạc và mạ vàng.
Hãng bưu chính Vương thất Anh đã cho ra mắt bộ tem đặc biệt, hai bức ảnh được sử dụng trong bộ tem của Bưu chính Vương thất là những hình ảnh chính thức trong lễ đính hôn của Vương tử Harry và Meghan Markle, do nhiếp ảnh gia Alexi Lubomirski thực hiện tại Frogmore House - nơi đôi uyên ương sẽ tổ chức dạ tiệc đám cưới.
Đám cưới Vương thất cũng là cơ hội kiếm tiền của nhiều doanh nghiệp ở Anh. Vài giờ sau khi Vương tôn Harry cầu hôn Meghan Markle tháng 11 năm 2017, cửa hàng trực tuyến Jewlr.com đã tạo bản sao chiếc nhẫn đính hôn "The Duchess". Chiếc áo khoác Meghan Markle mặc lúc công bố đính hôn của thương hiệu Canada Line cũng được nhiều người tìm mua.
Ngoài đồ lưu niệm như một bộ sưu tập gốm in hình liên quan tới Vương thất Anh, các mặt hàng "ăn theo" đám cưới Vương thất đã nở rộ bất ngờ: một nhà máy bia ở Windsor ra loại bia mang tên "Harry & Meghans Windsor Knot". Thậm chí, một công ty bao cao su tung ra thị trường hộp 4 chiếc có in hình cặp đôi vương thất với giá 10 bảng.